# Lista de personagens de Katekyō Hitman Reborn!
Katekyō Hitman Reborn! apresenta um extenso elenco de personagens criado por Akira Amano.

## Família Vongola e aliados
A Vongola é a família da máfia italiana mais poderosa do mundo. Tem ligações com outras famílias, como a Cavallone, e alguns Arcobalenos como Reborn, Colonello, Lal Mirch e Viper. Excluindo Chrome, tanto o líder quanto os guardiões Vongola atuais possuem similaridades com os representantes da primeira geração da família Vongola. 

### Tsuna
Tsuna (ou Sawada Tsunayoshi) é personagem principal da história. Após se encontrar com Reborn, um Hitman que afirma que ele deve assumir o posto de líder da máfia Vongola, por sua relação sanguínea, sua vida muda drasticamente, mas apesar disto, fez diversos amigos, e agradece a Reborn por causa disso. Apesar de parecer covarde e tímido, é muito gentil e faz tudo para ajudar os amigos. É apaixonado por Sasagawa Kyoko, que estuda na mesma escola que ele. 
Tsuna é descendente direto do primeiro líder da Família Vongola, que foi morar no Japão, e por isso foi escolhido pelo nono líder para suceder ao cargo. Ele possui diversas similaridades com o "primeiro", desde físicas até na sua personalidade gentil. Tsuna nega querer qualquer envolvimento com a máfia, mas acaba sendo forçado pelas circunstâncias. Após o treinamento com Reborn e a batalha pelos anéis Vongola contra a Varia, Tsuna torna-se oficialmente líder da Vongola, ainda que contra a sua vontade. No decorrer da história, Tsuna desenvolve sua auto-confiança, e passa de tímido e covarde para um líder sempre disposto a proteger sua família. Seu atributo é o do Céu. Seu instrumento de batalha são as luvas X-Gloves que ganhou de Leon, semelhantes as utilizadas pelo "primeiro".
Na saga do futuro, acreditava-se que o Tsuna daquela era havia sido assassinado, mas na verdade forjou a própria morte, com o auxílio de Irie, que trocou as balas normais por balas semelhantes a Shinu Ki Dan, que faziam com que a pessoa atingida entrasse em um estado semelhante à morte. Considerando um comentário de Hibari, pode-se supor que Tsuna do futuro (de 24 anos) se tornou realmente muito forte, a ponto de ser comparado com Reborn.

#### Técnicas
- Shinu Ki no Honoo/Chama do Último Desejo

No começo da série, esta era a chama que aparecia na testa de Tsuna, indicando que ele está no Shinu ki Mode. Chama-se Chama do Último Desejo pois é ativada após ele ser morto pela Shinu ki Dan (uma bala especial criada pela Família Vongola). Caso ele tenha algum último desejo ao ser atingido pela Shinu ki Dan, ele volta à vida gritando "Reborn!" e adquire habilidades sobrenaturais geradas pela sua força de vontade, como força imensa, muita resistência e capacidade de correr rápido por longas distâncias.
Mas a partir da saga Vs. Varia, a Shinu Ki no Honoo deixa de ser apenas a chama que indica a volta a vida pela Shinu ki Dan e passa ser parte principal de quase todos os poderes dos personagens da série. Todos guardiões da família de Tsuna possuem uma chama gerada por seus anéis, e cada chama tem uma cor e elemento diferente. Essa chama serve para abrir boxes ou para outros tipos de combate (como fazer a chama passar para as lâminas de espadas ou no caso de Tsuna, dispará-las nos inimigos).
- Hyper Mode

Tsuna entra em hyper mode ao ser atingido pela Kogoto Dan (Bala da repreensão) e estiver com suas X-Gloves. As X-gloves são luvas similares às que pertenceram ao Vongola Primo, o primeiro líder da família Vongola. No hyper mode, caso Tsuna deseje, suas X-gloves podem incendiar, aumentando muito o poder de seus golpes. O Hyper mode também aumenta sua resistência, permite ele voar através de uma propulsão gerada de chamas disparadas por suas X-gloves.
Em suma, tanto a Shinu ki Dan quanto a Kogoto Dan foram desenvolvidas para extrair a Shinu ki no Honoo do usuário, de forma a aumentar suas capacidades físicas. No entanto, ao contrário da Shinu Ki Dan, a Kogoto Dan retira os limites internos e não externos
- Hyper Intuition

Herdada do Primeiro Vongola, é uma habilidade inerente de Tsuna, que torna capaz de antecipar determinados movimentos dos inimigos (não funciona contra inimigos sem vida – robôs, por exemplo) e auxilia a distinguir fatos reais de ilusões, embora a eficiência da técnica seja inversamente proporcional à quão poderosa a ilusão é. Fora do Hyper mode, também permanece ativa, porém em um grau muito menor (geralmente se manifesta apenas na forma de pressentimentos). Especula-se que é exatamente por causa desta habilidade que Tsuna é capaz de pressentir todas as vezes em que Mukuro está prestes a aparecer.
- Shinu Ki no Zero Chitten Toppa: Kai

Caso Tsuna seja atacado por chamas, ele faz uma certa posição de mão e alterna seu estado, de positivo (Hyper Mode, Shinu ki no Honoo ativo) a negativo, como consequência, sua chama fica piscando, e consegue absorver as chamas do inimigo e convertê-las para uso próprio. A explicação dada na série diz que as chamas seriam positivas e Tsuna estaria como negativo, assim, o negativo absorve o positivo para tornar-se neutro, funcionando como uma espécie de recarga. 
- Shinu Ki no Zero Chitten Toppa: First Edition

Tsuna, usando seu conhecimento no Hyper mode, conseguiu usar o Zero chitten toppa, que consiste em congelar o inimigo utilizando a chama no estado negativo, com um gelo indestrutível e que só derrete se o inimigo utilizar a shinu ki no honoo dos Sete Anéis Vongola. Este ataque é tão eficiente que consegue impedir até a mais destrutiva das chamas, a Funnuu no Honoo (Chama da Ira), usada por Xanxus (e também pelo Vongola Secondo, o segundo líder da família).
- Shinu Ki no Zero Chitten Toppa Kai Shirahadori

Tsuna aproveita a posição de mãos do Zero Chiten Toppa Kai para utilizar a técnica de contenção Shirahadori, que consiste em segurar a espada do inimigo, de lado, com ambas as mãos, impedindo o ataque. Além disso, no caso de haver chama na espada, ele também à absorve.
- X-Burner

Uma técnica que consiste em usar uma chama mais fraca com uma de suas mãos na direção oposta à do alvo, como suporte para poder lançar uma poderosa e destrutiva rajada, utilizando uma chama mais forte com a outra mão na direção do adversário. Dependendo da potência das chamas e caso acerte em cheio, pode dizimar qualquer oponente. Tsuna tinha problemas em balancear a força da chama de suporte com a chama de ataque, e só conseguiu utilizar o ataque com 100% de eficiência após o desenvolvimento das lentes de contato por Spanner, capaz de monitorar a ajudar a controlar as chamas.
- X - Stream

Concentrando sua chama do céu na sua X-Gloves, Tsuna consegue usá-las como um grande propulsor de velocidade, então ele começa a girar em volta do inimigo rapidamente. Com a força centrípeta gerada pela alta velocidade, Tsuna consegue criar um grande turbilhão de fogo em volta do inimigo, fazendo derreter e distorcer o alvo.
- Arma de Box Vongola

O animal da Arma de Box do Tsuna é o Leone di Cieli Version Vongola (Leão do Céu versão Vongola), chamado de Natsu (ナッツ). Natsu reflete os sentimentos de Tsuna: se Tsuna se encontra amedrontado, Natsu também estará. Na sua forma normal (um fillhote de leão, com chamas no lugar da juba) Natsu cria um rugido que, com o efeito harmonizador das chamas do céu, é capaz de petrificar e destruir outras Armas de Box ao redor. Além disso, Natsu pode assumir outras 2 formas:
1. Cambio Forma - Modo Attacco (Mitena di Vongola Primo) Natsu assume a forma da luva do Primeiro Vongola.

- Big Bang Axel: Em sua Cambio Forma modo attaco, Natsu permanmece sobre a luva direita de Tsuna e as chamas começam a girar, Tsuna usa isso para fazer um soco descrito por Lal Mirch como "Um soco com poder maior que o X-Burner".
- Burning Axel: Uma versão mais poderosa do Big Bang Axel, utilizando-se da potência do novo e verdadeiro anel do céu, após o mesmo ter sido liberado pelo Primeiro.

1. Cambio Forma - Modo Difesa (Mantello di Vongola Primo) Natsu assume a forma do Manto do Primeiro Vongola, capaz de anular ataques, como as serpentes-projéteis de Torikabuto.

O nome "Natsu" é um anagrama de "Tsuna".
Na saga Shimon, Tsuna modifica seu anel e o transforma no Anél do Céu Ver. X, e seu Vongola Gear deixa com que suas luvas mudem de forma para uma coloração vermelha, diferente do seu antigo Cambio Forma na qual as habilidades seriam do Vongola Primo, Tsuna consegue sua própria habilidade de propulsão maior, que ultrapassa a velocidade do som.
- XX - Burner

Com seu Vongola Gear, Tsuna dispara as chamas "fracas" por uma abertura das luvas do mesmo, e consegue assim disparar as chamas "fortes" com ambas as mãos no adversário.
- Flame of Oath "Chama do pacto" : Graças a um pacto entre o Vongola Primo, Shimon Cozart e a Vindice, foi estabelecido que no caso de as duas famílias reunirem seus laços após um conflito, seus poderes se combinarão.E esse pacto fez com que o anel Shimon da Terra de Enma se juntasse ao anel do Céu de Tsuna para formar o anel do Pacto, capaz de usar o poder combinado tanto dos Vongola e Shimon da primeira geração,como os poderes combinados de Tsuna e Enma.Essa chama é capaz de usar os atributos da Terra e do Céu simultaneamente, tendo também a capacidade de regenerar ossos quebrados criando uma nova estrutura óssea super-humana, além de multiplicar o poder da Hiper Intuição e a força do usuário, no caso Tsuna.

### Reborn
Forma com Tsuna os dois principais personagens da série. É o guardião da chupeta amarela e possui o atributo do Sol. É o mais poderoso de todos os Arcobalenos. É o Hitman número 1 do mundo e o de maior confiança do 9º Vongola, que o mandou para ser o tutor de Tsuna. É conhecido mundialmente pela sua força e outros fatores, e parece não lutar para por um fim na maldição. Seu animal é o Leon, um Camaleão que produz as Shinu Ki Dan e se transforma em qualquer coisa, desde armas até um guarda chuva. Adora "torturar"  Tsuna, embora tenha muita afeição por ele e o ajude nas situações mais inusitadas, através de sua Shinu ki Dan (uma bala especial gerada e disparada por seu mascote Leon, quando está na forma de revolver ou rifle sniper). Costuma vestir-se de várias maneiras como disfarce ou apenas por diversão, desde doutor e professor até uma planta. Por ser um Arcobaleno, ele tem sua própria técnica, o Chaos Shot, onde atira uma bala que consegue se multiplicar. Possui também uma habilidade de materializar aura, em uma esfera que se transforma em um espirito chamada Zettai-Maken. No anime ele ensina essa técnica a Tsuna, Haru e Kyoko.

### Gokudera Hayato
Um híbrido de japonês com italiano, ao chegar ao japão Gokudera luta com Tsuna para ver se ele é qualificado para o posto de 10º líder Vongola, mas ao tentar derrotar Tsuna, acaba perdendo. Ao ser salvo por Tsuna, que estava no modo Shinu Ki no Honoo, passa a chamar o tempo todo de 'Décimo' ("Juudaime"). Seu sonho é se tornar o braço-direito do 10º Lider Vongola. Nas primeiras sagas Gokudera é seu unico guardião, no mangá ele acende as bombas com o cigarro(-18) por isso ele também é conhecido como "Smokin' Bomb Hayato", no anime o pavio das bombas acendem sozinhos (fato inclusive questionado por Tsuna, no qual não têm resposta). Ganha o posto de guardião da Tempestade na luta contra a Varia. Tem um ataque de diarreia toda vez que ver sua meia-irmã, Bianchi, por ter sofrido na mão do "Poison Cooking" dela desde criança. Tem ciumes de Yamamoto por este também ser muito amigo de Tsuna,e que tambem quer o posto de braço-direito, porém no futuro eles acertam suas diferenças. É muito inteligente e popular com as garotas devido a imagem de 'bad boy' que passa. Começou a usar explosivos para lutar por instrução de Shamal. Vive brigando com Lambo, porém no futuro mostra que ambos se dão bem e tem uma forte ligação devido aos atributos de seus anéis Vongola. Costuma ser rude com qualquer um que se aproxime de Tsuna. É um tanto supersticioso e têm interesse por mistérios do mundo. 

#### Técnicas
- Explosivos

Inicialmente, Gokudera lutava basicamente utilizando explosivos, o que lhe rendeu o apelido dentro da máfia de “Smokin' Bomb Hayato” (“Hurricane Bomb Hayato” no anime, já que ele não fuma) e sempre carrega uma grande quantidade deles. Sua arma principal era a dinamite, mas seu arsenal também continha mini-bombas e bombas de fumaça. Aprendeu a utilizá-los durante a sua infância, com Shamal.
- Rocket Bomb

São bombas com propulsores acoplados. Gokudera teve a ideia se lembrando da técnica "Trident Mosquito" de Shamal. Se assemelham com “mini-foguetes” e mudam seu curso em três movimentos.
- Flame Arrow

Uma espécie de canhão que fica acoplada ao braço esquerdo de Gokudera. Possui uma caveira no lado em que dispara, e outra virada para Gokudera, por onde entra a munição. Ela pode usar vários tipos de munição sendo a mais comun as dinamites. Gokudera pode disparar tanto tiros concentrados quanto quanto tiros mais dispersos, e passa a ser a arma principal de gokudera a partir da saga do futuro, sendo também a base do Sistema C.A.I.
- Sistema C.A.I (Cambio Arma Instantaneo)

Apesar de sua chama principal ser da propriedade Tempestade, Hayato consegue usar outros tipos de chama além dessa, e consequentemente abrir boxes desses elementos. Obviamente, elas não têm tanta força como se fosse a chama principal de um outro guardião, mas dão uma grande possibilidade de estratégias nas batalhas, utilizando um conjunto de 16 Boxes que devem ser abertos em uma ordem específica, e que também libera vários tipos de munição para serem utilizadas com o Flame Arrow. Gokudera pode usar diferentes tipos de tiros de diferentes chamas, os efeitos variam de acordo com o atributo de cada chama:
- Sol: Ativação, aumenta a velocidade das balas e transforma o Flame Arrow numa metralhadora.
- Trovão: Solidificação, Usado para disparar um sólido feixe(um "laser")
- Nuvem: Propagação, O canhão dispara um tiro que se espalha em um diagrama de árvores, devido as nuvens de propagação.
- Chuva: Tranquilidade, tiros que enfraquecem e diminuem a velocidade do inimigo.

O Sistema também incluiu uma série de escudos em forma de disco. Estes escudos ficam muito resistentes ao usar a tempestade, chuva, trovão e nuvem (tempestade: degeneração, chuva: calma (o inimigo e ataques ficam lentos), trovão: rigidez e nuvem: propagação (aumenta o escudo) esse escudos além de proteger de ataques ainda deixam o inimigo lento e com degeneração se houver toque.
Gokudera também possui um disco no qual permite ele voar sobre ele, caso coloque sua chama de tempestade no mesmo. Ele possui  lentes de contato que lhe permitem concentrar alvo e inimigos, e verificar informações sobre o tudo (velocidade do vento, temperatura, distância acima do solo, etc.).
Além de todas essas armas, existe uma box contendo um gato selvagem (Leopardo di Tempesta) que Gokudera chama de Uri (que significa melão em português), ele seria a parte do Sistema C.A.I para combates a curta distância. Com chamas do sol, Uri pode transformar-se em um enorme leopardo com grandes chamas no crânio e escudos em seus ombros. Ele demonstra muito mais personalidade do que qualquer outro animal de Box; gosta de permanecer fora da Box e de "passear" pela base, e costuma arranhar Gokudera quando se sente irritado. O relacionamento de Gokudera com Uri é algo bem diferente do que se vê entre os outros personagens e suas Boxes, lembrando mais um animal de estimação.
- Vongola Box

A Vongola Box de Gokudera possui o Sistema C.A.I mais forte no seu interior nada muda, com exceção de Uri que apenas ganha o brasão da família Vongola na sua testa. Uri pode fazer a Cambio Forma, e se fundir com a arma Flame Arrow original de Gokudera para criar a arma “G-Archery” uma espécie de balestra, também acoplada no seu braço esquerdo. É capaz de lançar flechas feitas de chamas da tempestade. Também pode disparar diversas flechas da tempestade ao mesmo tempo. Uri demonstra permanecer consciente enquanto executa sua Cambio Forma (até o momento, foi o único animal de Box que demonstrou  um gato). Os ataques do G-archery são:
- Tornado Flame Arrow: Uma flecha de osso muito poderosa, com grandes quantidades de chamas da tempestade concentradas em um único ataque. Requer algum tempo para acumular e concentrar a chama. Foi capaz de obliterar parte do corpo de Zakuro com sua box da carnificina aberta, situação na qual diversos outros ataques surtiram nenhum efeito.

- Gatling Arrow: Gokudera dispara várias flechas feitas de chama da tempestade semelhante a uma metralhadora.

Seu Vongola Gear é uma fivela acoplada no seu cinto, representando uma utilidade para bombas. Quando liberado, várias bombas rodeiam seu corpo e uma espécie de óculos aparece em seus olhos, juntamente com um tipo de isqueiro em forma de cigarro. Foi dito por Tsuna como a volta do título de "Smoking Bomb"

### Yamamoto Takeshi
Apaixonado por Baseball , e membro da da máfia Vongola do 10° , sendo o guardião da chuva. Yamamoto pensa que tudo o que acontecia era apenas um jogo, mas sua opinião muda quando as coisas começam a ficar criticas, com batalhas, e complicações para poderem voltar para a casa. É o único espadachim do grupo, característica compartilhada com o Guardião da Primeira Geração da Chuva. Mesmo sendo bastante amigável e calmo, Yamamoto é poderoso durante as batalhas.

#### Técnicas
- 1 Shajiku no Ame 車軸の雨(Eixo de Chuva) -Ofensiva. Yamamoto avança para a frente e ataca perfurando.

- 2 Sakamaku no Ame 遣らずの雨 (Chuva de afluência) - Defensivo. Yamamoto levanta ondas de água em torno dele, em seguida, abaixa, colocando sua espada protetora na frente.
- 3 Yazaru no Ame 遣らずの雨(Chuva de Última Hora) - Ofensiva. Usado por Yamamoto para salvar Chrome na luta Sky. Yamamoto solta a katana chutando com o pé para atira-lá voando em direção ao alvo.
- 4 Gofuu Jyuu 五风十雨(Maio de Vento, Chuva de Outubro) - Defensive. Usado por Yamamoto na segunda batalha contra Genkishi. Yamamoto sincroniza com a respiração do adversário para evitar ataques. Chamado de "técnica da evasiva suprema" por Squalo.
- 5 Samidare 五月雨(Chuva de Começo de Verão) - Ofensiva. Mostrados na luta contra o Squalo. Yamamoto ataca na diagonal, mas no meio do caminho ele deixa cair a espada, trocando as mãos, antes de terminar o ataque, atacando novamente.
- 6 Desconhecido, deduz-se que seja defensiva pelo fato de originalmente serem 4 técnicas ofensivas e 4 defensivas no Shigure Souen Ryuu.
- 7 Shibuki Ame 繁吹き雨(Sopro de Chuva) - Defensivo. Usado na luta Rain. Yamamoto segura a espada para trás e gira para criar um redemoinho, como escudo.
- 8 Shinotsuku Ame 篠突く雨(Chuva Torrencial) - Ofensiva. Criado pelo pai de Yamamoto ao salvar um amigo. Usa a lâmina da espada para cortar em torno do portador.
- 9 Utsushi Ame うつし雨(Chuva Duplicadora) - Offensive. Criado por Yamamoto durante sua luta com Squalo, este movimento que o derrotou. Yamamoto faz uma onda com a sua espada usando a Sakamaku no Ame para criar dois pilares de água, refletindo sua imagem e, em seguida, quando o adversário ataca por trás de sua reflexão ele ataca de frente.
- 10 Scontro di Rondine (Ataque da Andorinha) - Ofensiva. Criado por Yamamoto no Arco futuro, enquanto treinando com Reborn. Parece que uma onda de água que o rodeia, enquanto ele ataca, logo atrás da andorinha em sua caixa
- 11 Beccata di Rondine (Bicada da Andorinha) - Ofensiva. Yamamoto usa sua lâmina para perfurar várias vezes com uma mão.
- Shojuu Ougi (Arte Conjunta) - Jiunoka (Metamorfose de chuva). Yamamoto a usa na segunda luta contra Genkishi. É a junção de todas as técnicas da Shigure Souen Ryu. Usando as chamas da chuva para tranquilizar os ataques, deixando-os lentos, podendo atacar o inimigo a toda a velocidade.
- 12 toku shiki juuni no kata udachi(decima segunda forma especial:lâmina dupla esposta)usando sua vongola gear,Yamamoto usa a sua espada de cão para capturar o cheiro do inimigo e depois a sua de andorinha para dar um ataquemultiplo usando suas chamas em forma de andorinhas(somente no mangá).

- Arma de Box Vongola

A Vongola Box de Yamamoto é a única na qual abriga dois animais ao mesmo tempo: O primeiro é Kojirou, a Andorinha do Chuva, que, sobrevoando a área, pode emanar chamas da chuva para reduzir a velocidade dos oponentes. O segundo, é um cão, chamado Jirou, que guarda três espadas curtas. Estas espadas podem ser utilizadas como propulsores, de uma manera semelhante às luvas de Tsuna e também para lutar. 
- Cambio Forma

Kojirou se funde com a espada original de Yamamoto, tornando-a mais poderosa. Jirou, o cão, não é capaz de realizar a Cambio Forma, porém, somando as três espadas curtas que ele providencia (Yamamoto segura elas entre os dedos de uma única mão), mais a Cambio Forma de Kojirou, forma-se o estilo "|Asari Ugetsu", que é o mesmo estilo utilizado pelo primeiro guardião da chuva da família Vongola.
- Vongola Gear

Seu Vongola Gear é um cordão e consiste em transformar seu cão Jirou e sua andorinha Kojirou em duas espadas longas.

### Lambo
Lambo é uma criança de cinco anos, que pertence a familia mafiosa Bovina , mas com o compromisso de tentar  matar Reborn varias vezes Lambo acaba se tornando parte da familia de Tsuna, e da familia mafiosa Vongola, ele come muito, e bem chorão. Durante vários episódios ele utiliza a jyuunen Bazooka que o faz voltar no tempo e trazer o seu "eu" de 15 anos que é bem mais calmo do que a versão infantil.

#### Técnicas
- Elettrico Cuoio - Devido a ser atingido por um relâmpago muitas vezes, a eletricidade passa por seu corpo sem grandes danos. Técnica aperfeiçoada pelo Lambo de 25 anos, no qual pode ser atingido por qualquer tipo de eletricidade sem fazer mal nenhum.
- Thunder Set - Com essa técnica, Lambo Adulto pode armazenar grande eletricidade em seus chifres.
- Elettrico Cornutta - Lambo Adulto pode redirecionar a energia armazenada em seus chifres, multiplicada em 10x, podendo até matar o oponente.
- Elettrico Reverse - Lambo de 25 anos redireciona a eletricidade enviada a ele, atingindo seu alvo na velocidade da luz.

- Arma de Box Vongola

O animal de Box de Lambo é um búfalo na verdade e uma vaca (gokudera fala isso), nomeado Gyuudon. Lambo geralmente aparece montado nele. Pode gerar uma poderosa descarga elétrica. Na sua Cambio Forma, denominada Lampo's Shield ("Escudo do Lampo"), Gyuudon assume a forma de um escudo e um elmo. Além de garantir uma defesa extraordinária, pode também ser utilizada ofensivamente. Lambo só consegue acender a sua chama (e conseqüentemente abrir sua Vongola Box) quando se encontra irritado ou triste. Curiosamente, ele foi o primeiro a conseguir abrir sua Vongola Box com sucesso.
- Corna Fulmine: Consiste em uma descarga elétrica ainda mais forte e vasta que na forma original de Gyuudon. Mostrou-se um poderoso ataque destruindo os Nuvola Velocraptor de Kikyo.

- Vongola Gear

Sua Vongola Gear é um capacete e quando ativado vira uma armadura que pode ser modelada de acordo com a vontade de Lambo, diminuindo seu peso, colocando grandes chifres, etc...

### Sasagawa Ryohei
Presidente do clube de boxe de  Namimori , Ryohei é totalmente voltado para o boxe, mas também se torna um membro da Vongola como o guardião do Sol , também é irmão mais velho de Kyoko, e parace ter um caso com a Haru do futuro, melhor amiga de Kyoko, e tudo pra ele tem que ser EXTREMO 

#### Técnicas
- Maximum Cannon

Com a mão em que seu anel Vongola de atributo Sol está, ele desfere um poderoso e brilhante soco. Golpe ensinado por Colonello, e baseado no seu "Maximum Burst". 
- Maximum Ingram

Uma modificação do Maximum Cannon que aparece na saga do futuro, onde Ryohei (de 25 anos) se utiliza de uma das técnicas de Lussuria, aumentando a velocidade de seus movimentos com os pés para atingir o alvo diversas vezes. Ryohei do presente também demonstrou este golpe, porém no ar usando suas botas voadoras.
- Bisturi do Sol

Utilizado para acelerar a recuperação de ferimentos. Segundo Tsuna, a área afetada coça após o uso.
- Box Weapon

Ryohei possui uma box com animal, Kangaryuu, um canguru pugilista, que tem habilidades regenerativas e de suporte devido seu atributo de chama do Sol. Aparentemente é o seu "companheiro" de treino.Pode criar equipamentos e fortificá-los (como um par de luvas, ou as botas com chamas do sol, que Ryohei utiliza para permanecer no ar). Em sua versão Vongola Box ele ganha dois canhões em suas costas
- Break

Karyuu atira chamas especiais através de seus canhões para o usuário, capazes de aumentar incrivelmente seus reflexos e força muscular, a pressão faria um ser humano entrar em colapso mas devido ao seu treinamento Ryohei aguenta por um período de três minutos, até o corpo se exaurir, Na unica vez em que usou sua Cambio Forma Ryohei usou o Break pois estava ferido,mas nada o impede de usar o Break antes de sua cambio forma.
- Cambio Forma

Em sua Cambio Forma Kangaryuu se transforma em um par de luvas, botas(que voam), e um protetor para a cabeça. Esta combinação de equipamentos também era utilizada pelo primeiro Guardião do Sol da família Vongola.Com essa combinação Ryohei pode usar todos os seus ataques normalmente, mas para ser mais efetivo ele precisa usar o Break.
- Maximun Combination

Ryohei da vários socos rápidos em sequência em seu oponente causando um grande dano, a velocidade dos socos se dá pela chamas do sol em suas luvas
- Vongola Gear

Consiste em se transformar em um equipamento para box com um bracelete que se carrega a cada dano que seu usuário tomar,não importanto o minímo que ele seja, conforme  a quantidade carregada ele pode usar ataque cada vez mais fortes usando chamas.

### Hibari Kyoya
Tem uma força descomunal (acreditam ser o guardião mais forte e poderoso da Vongola) e usa suas tonfas para disciplinar alunos no colégio Namimori. Conhece Tsuna e Reborn, quando o bebê surge com Tsuna, Gokudera e Yamamoto vão na sala do comite disciplinario para que Tsuna se recupere por ter apanhado. Hibari derrota Yamamoto e Gokudera rapidamente e precisa de dois para acertar Tsuna e é interceptado por Reborn e assim passa a ter respeito por ele, desejando algum dia bate-lo até a morte. É apaixonado pelo seu colégio e pelas regras dele, sendo o presidente do comitê disciplinar e usando o hino do colégio como toque do celular. É temido por todos e amava ver as Sakura até o incidente com Dr. Shamal, que o infetou com a doença sakura-kura; nestas condições acaba sendo derrotado por Mukuro. É altamente "violento" e odeia grupos com mais de três pessoas e só gosta da companhia do seu passarinho (hibird) e de Dino Cavallone, seu tutor. Acaba se tornando o guardião  da nuvem . Só luta a favor da família quando há algum interesse seu que converge com os interesses da família (mesmo que seja apenas enfrentar oponentes fortes). Porém, no futuro, Hibari (de 26 anos) demonstra um pouco mais de interação com a Vongola (possivelmente devido ao respeito que Tsuna do futuro conquistou em cima dele inclusive auxiliando nos planos de Tsuna, Hibari de 26 anos, têm um porco-espinho , e derrota Gamma com facilidade sem nem possuir um poderoso anel. 
- Vongola Gear

Sua Vongola Gear é uma pulseira que quando ativada viram tonfas e uma capa semelhante a que Hibari usa normalmente, ela tem correntes que podem se estender infinitamente por causa da chamas da nuvem, e espinho que podem se espandir semelhantes ao ouriço da sua box.

### Chrome Dokuro
Muito frágil, mas simpática, e muito tímida, mas se da bem com o seu chefe, Tsuna. Foi revelado que no passado de Chrome ela havia sofrido um acidente causando a perda de 90% de seus órgãos. À beira da morte, Rokudo Mukuro, que estava preso na prisão Vindice, usou seus poderes de ilusão para poder criar novos órgãos ilusórios que mantiveram Chrome viva,no inicio Mukuro apenas usava Chrome como recipiente para poder sair ao mundo exterior,porém após a segunda luta contra Daemon Spade o Primeiro Guardião Vongola da Névoa,Mukuro expulsou Chrome de sua Gangue e abandonou o esconderijo,pois Mukuro já havia recuperado seu verdadeiro corpo após Tsuna derrotar Daemon que lhe havia roubado o corpo para reformular a Vongola usando força pura. Chrome atualmente dorme na casa de Sasagawa Kyoko e Haru.

### Rokudo Mukuro
O primeiro vilão da série. É de uma família que foi excluída da máfia por usar armas proibidas. Odeia a máfia e quer destruí-la por dentro, devido as experiências que teve na infância, como cobaia de projetos científicos. Quer tomar o controle da Vongola usando o corpo de Tsuna, o 10º líder Vongola, assim, manipulando a máfia até destrui-la. Salvou seus dois subordinados e tomou o controle do colégio Kokuyou para enfrentar o colégio Namimori, visando Tsuna. Mukuro é frio, permanece quase sempre com um sorriso sarcástico no rosto (mesmo em situações problemáticas) e é apático com o sofrimento dos outros a sua volta, mas demonstra um certo nível de preocupação com seus subordinados e em especial com Chrome. As habilidades de Mukuro são, segundo ele, provenientes dos Seis Reinos de Renascimento, nos quais ele presenciou durante as experiências que sofreu na infância, e são centradas no seu olho direito. Luta basicamente usando ilusões (o Reino do Inferno), mas pode também utilizar habilidades físicas (Reino de Asura e Reino dos Humanos), invocar animais mortais e controlá-los (Reino dos Animais) possuir corpos (Reino do Céu) e utilizar as habilidades dos corpos possuidos (Reino dos Fantasmas). Mukuro usa um Tridente como arma. No futuro, compartilha a mesma Vongola Box de Chrome, porém, na sua Cambio Forma, demonstrou uma habilidade diferente: a de analisar e disponibilizar dados sobre o alvo.
Ele foi preso após a luta contra Tsuna, e o deixaram desacordado após tentar fugir da prisão pela segunda vez, por isso ele usa o corpo de Chrome para aparecer. Permanecia preso no lugar mais profundo da prisão de Vendicare, onde nem mesmo a luz e o som chegam. Já no corpo de Chrome, fez um acordo com o pai de Tsuna, Iemitsu, no qual se tornaria o Guardião da Névoa em troca da segurança de Ken e Chikusa, e assim passa a lutar a favor de Vongola, embora não admita ser um aliado. Na Saga do Futuro, ele é supostamente morto por Byakuran enquanto tomava o corpo de um suposto membro da Millefiore, deixando Chrome muito fraca. Durante o jogo "Choice" entre a Vongola e a Millefiore, ele reaparece impedindo que Byakuran toque em Yuni, a Arcobaleno do Céu, quando ele revela que em 10 anos se passaram e ele ainda estava na prisão de Vendicare. Após os eventos que precederam o Choice, Byakuran está em descanso após usar muito poder para encontrar a Yuni, e logo em seguida liga para uma pessoa e manda ela negociar a libertação de Ghost, o 6º Coroa Fúnebre. Impressionantemente os guardas da Vendicare alegam que já o libertaram e mostram uma foto da pessoa libertada, que na realidade era Mukuro. Ele conseguiu escapar com a ajuda de seus subordinados e de um dos 3 melhores ilusionistas, o Fran (seu aprendiz; portanto, é presumível que Mukuro seja mais um dos ditos três melhores ilusionistas, segundo os guardas da Vendicare). Agora ele está em repouso numa cabana a 10 km da prisão Vendicare para lutar contra a Millefiore uma última vez, no confronto final. Tem uma grande ligação com Chrome, e um grande amor fraternal pela mesma. 
Ocasionalmente, por causa do formato de seu cabelo, ele é comicamente chamado de "Cabeça de Abacaxi" - referência que ele odeia.
idade= 15, 25 no futuro
nascimento= 29 de Maio
 altura= 1,77
 peso= 62

### Bianchi
Meia-irmã mais velha de Gokudera, Bianchi é conhecida na máfia como Doku Sasori (Escorpião Venenoso) ela usa sua técnica "poison cooking" para matar a todos. É apaixonada por Reborn, e parece que o conheceu antes dele virar um bebê. Seu ex-namorado Romeo, morreu de intoxicação alimentar mas nada comprova que Bianchi o tenha envenenado. Toda vez que vê o Lambo adulto, acha que é Romeo e tenta matá-lo, devido à incrível semelhança entre eles. É muito boa com as crianças e ajuda a mãe de Tsuna com a casa. A principio veio ao Japão para matar Tsuna, assim podendo voltar para a Itália e viver com Reborn. Tentou realizar isso por várias vezes de forma indireta, como quando faz Kyoko lhe oferecer uma Poison Cooking, ou quando tentou afastá-lo de Shamal quando precisava de seu tratamento. Aparentemente ela deixou isso de lado. No futuro, é revelado que Bianchi também possui chama da propriedade tempestade, como Gokudera (e deixa a entender que também possuí outras chamas). Sua Box Weapon é o Scorpione de Tempesta (Escorpiao da Tempestade).

### I-Pin
Uma hitmam de cinco anos que usa o olfato do oponente como arma, não enxerga bem e é chinesa. Vive brigando e brincando com Lambo, eles se dão muito bem. É muita habilidosa nas artes marciais, e utiliza a técnica do punho gyoza, enviando vibrações até o cérebro do alvo através do olfato, de forma que ele perca o controle de seus movimentos. Também tem o poder da bomba pinzu que é a terceira bomba mais poderosa do mundo da máfia, e geralmente a ativa acidentalmente. A I-Pin adulta (de 15 anos que é invocada pela Jyuunen Bazooka do Lambo) trabalha como entregadora de ramen. Ela é apaixonada por Hibari, e toda vez que o vê, fica envergonhada e acaba acidentalmente iniciando a contagem regressiva da bomba pinzu. É a terceira Hitman com um futuro mais promissor, segundo Fuuta.

### Fuuta
Também conhecido como "Ranking Fuuta", é um menino que consegue ver classificações de qualquer natureza e de qualquer dimensão das pessoas através da "Ranking Star". Ele sempre carrega um livro, no qual registra as classificações que a Ranking Star lhe fornece. Quem tiver posse do livro, pode até conquistar o mundo inteiro devido ao seu grande caráter informacional. Na saga Futuro, ele trabalha junto com Giannini, no esconderijo Vongola.

### Sawada Nana
Mãe de Tsuna e esposa de Iemitsu. É bastante afetuosa e gentil com o filho, e demonstra já ter se consolado com um suposto futuro sem sucesso de Tsuna. Ama bastante Iemitsu, apesar de passarem longos períodos sem se ver. Acolhe com afeto os amigos de Tsuna, e está quase sempre cozinhando ou realizando outros trabalhos domésticos, o que lhe rendeu admiração por todos na casa. Nana não vê nada de anormal com os novos habitantes da casa, e aparenta desconhecer a relação do seu marido e de seu filho com a máfia. Em um omake, Reborn a considerou uma “Yamato Nadeshiko”.

### Sasagawa Kyoko
É a Irmã do guardião do sol, Ryohei, e amiga de Haru. É a garota por quem Tsuna é apaixonado, mas apesar de isso ser bem óbvio, ela não tem conhecimento. Estuda na mesma sala que ele, e acabam se tornando amigos através das situações que aconteceram depois da aparição de Reborn. Kyoko demonstra gostar bastante de Tsuna, e aos poucos criou uma certa admiração por ele, observando as suas ações durante alguns eventos. Kyoko lembra a mãe de Tsuna, Nana, na sua personalidade e seu modo gentil de ser, e atualmente tem conhecimento da ligação de Tsuna e de seu irmão com a máfia. Adora brincar com as crianças. 
Anos atrás, Kyoko era usada como “isca” entre garotos mais velhos que queriam brigar com Ryohei, desde então ela repudia brigas e fica muito preocupada com Ryohei, o que faz ele inventar desculpas ridículas para os seus machucados, nas quais ela sempre acredita. No mangá, Kyoko foi atingida duas vezes pela Shinu ki Dan.

### Miura Haru
Uma garota estranha que adora crianças. Ela tenta atacar Tsuna por ver ele destratar Reborn. Mais tarde, quando decide "testar" Tsuna, ela cai no rio e é salva por ele no modo Shinu Ki, desde então se apaixona por ele e passa a dizer que se casará com o 10º líder Vongola. Apesar de ter conhecimento sobre a máfia, ela não leva isso a sério, até a saga do futuro, antes do desafio Choice, quando Tsuna explica tudo a ela e a Kyoko. Haru é extrovertida e costuma criar conclusões precipitadas e um tanto extravagantes sobre as coisas ao seu redor. 
Apesar do seu jeito um tanto excêntrico, Haru é matriculada em uma das escolas mais difíceis da região. Fez uma grande amizade com Kyoko, já que as duas compartilham vários interesses. Segundo Reborn, Haru combina melhor com Tsuna, mas Kyoko seria uma esposa mais apropriada para um chefe da máfia. Também já foi atingida pela Shinu Ki Dan (no mangá). Costuma falar "hahi" no inicio de suas frases quando pega de surpresa.

### Doutor Shamal
Um Hitman que carrega no seu corpo 666 doenças diferentes e é conhecido como "Tridente Shamal" devido a sua técnica, "Tridente Mosquito". Sua forma de assassinato, e de tratamento, consiste por injetar uma doença incurável, através de um mosquito infectado. No caso do tratamento , ele usa seu Trindente Mosquito para infectar com uma doença de sintoma oposto à que o paciente tem, anulando os sintomas e balanceando os efeitos. Em algum momento da história recusou um convite para se juntar a Varia. É um maníaco pervertido, está sempre cantando todas as mulheres que vê, sendo Bianchi um alvo frequente. Também sabe tratar seus pacientes de maneira convencional. Só tratava mulheres, mas abre uma exceção para Tsuna e seus guardiões. 
É o ídolo e professor de Gokudera (Shamal o acusa de ter copiado o seu penteado), mas para de ensiná-lo porque, segundo ele, Gokudera não entende a mais importante lição de um Hitman que seria valorizar a própria vida acima de tudo e não trata-la com desprezo como Gokudera faz.

### Dino
É o 10º líder da família Cavallone (uma das maiores, com 5000 membros a disposição), e se considera o "irmão-mais-velho de Tsuna", por já ter passado pelo treinamento de Reborn. Anda sempre com seu chicote e Enzo, sua tartaruga mutante que ganhou na prova final de seu treinamento com Reborn. É muito forte, mas estranhamente só consegue demonstrar sua força quando seus subordinados estão por perto, sendo até mesmo atrapalhado quando isso não acontece.  Diz que era igual a Tsuna antes de conhecer Reborn (inclusive também não queria relações com a máfia). É uma pessoa gentil, e segundo Fuuta, é o mafioso número 1 quando se trata do bem estar das pessoas. É também tutor de Hibari Kyoya. Sua chama é do atributo do Céu. No futuro, seu animal de Box é um Cavalo (Cavallo Alato) com Shinu Ki no Honoo no lugar da crina. No anime, também demonstrou a Tartaruga do Céu (Sky Turtle). Através de um sonho gerado por Uni, o Dino do presente soube de todos os acontecimentos da saga do futuro.Na saga da batalha final, ele lutou contra Daisy, mas foi derrotado facilmente.

#### Técnicas
- Salto Volante Veloce Come Luce: uma sequência extremamente poderosa e rápida de ataques com o chicote com chamas do céu embutidas. Em condições normais, também é capaz de prevenir que o adversário se aproxime; apesar disto, o golpe aparenta seguir uma sequência padronizada de movimentos, o que permitiu que Daisy não apenas esquivasse de todos os ataques, mas que também atingisse Dino enquanto este executava o golpe, já que havia decorado todos os movimentos do ataque através de informações disponibilizadas por Byakuran

### Giannini
Filho de Giannichi, um inventor da Vongola. No inicio, ele trabalha por conta própria, e geralmente falha nas suas invenções e modificações. Na saga futuro, acaba seguindo os passos do pai e trabalha junto com 10ª Vongola, onde melhora significantemente na conclusão de seus projetos. Cria uma certa rivalidade com Irie e Spanner.

### Sawada Iemitsu
É o pai de Tsuna. Pouco presente na vida do filho, saiu de casa a anos. É despreocupado, gosta de beber até dormir, e é pouco prestativo, segundo Tsuna. De acordo com Nana, Iemitsu trabalha em campos de óleo e na construção civil, e é de onde envia dinheiro para ela e seu filho no Japão.
Na realidade, Iemitsu é o líder da CEDEF (Consulenza Esterna Della Famiglia), conselheiros de Vongola, mas que não possuem ligação direta com a família. Sua importância se destaca em momentos de crise, no qual o líder desempenha o cargo de “segundo no comando”, e possuí o mesmo poder de voto que o líder Vongola com relação a escolha de um sucessor. Quando há discordância entre os dois líderes, inicia-se a Batalha dos Anéis, no qual o lado vencedor fica com o título. Nana não demonstra ter conhecimento da ligação de seu marido com a máfia; já Tsuna descobre durante a Batalha pelos anéis. Iemitsu possui parentesco com o primeiro líder Vongola, sendo, portanto, de onde Tsuna herdou o sangue Vongola. Aparentemente a sua arma é uma picareta, embora já tenha sido visto utilizando uma pistola.
Atualmente, no mangá durante a batalha dos representantes do arco-íris (onde o mesmo representa Colonello nas batalhas), foi revelado que Iemitsu também possui o "Hyper Mode", assim como Tsuna. Durante o mesmo momento, Iemitsu se mostrou ser extremamente forte, até mais poderoso que o próprio Tsuna.

### Basil
Discípulo de Iemitsu e membro da CEDEF, possuí uma grande lealdade para com seu mestre e Tsuna. Apesar de novo, já realizou diversas missões importantes para a CEDEF, e é muito habilidoso. Basil pode entrar no modo Shinu Ki através de pílulas especiais feitas por Iemitsu, porém ao contrário de Tsuna, ele se mantém calmo e sob controle de suas ações, e suas roupas também não rasgam. Também demonstrou poder entrar no Hyper mode. Possuí chama da propriedade Chuva e usa uma lâmina que se assemelha com uma Katar para lutar. Possuí uma visão distorcida e arcaica sobre a cultura atual no Japão, proveniente da maneira na qual ele foi lecionado a respeito, o que influencia até na sua maneira de falar japonês, utilizando termos em desuso. 
Também foi enviado para o futuro para auxiliar na luta contra a Millefiore. Apenas lendo um livro, se adaptou a maneira de lutar no futuro, usando a box e os anéis. Sua Box contêm um golfinho da chuva (Delfino di Pioggia) que Basil chama de Alfin. O golfinho possuí 2 técnicas: o dolfino edge, que utiliza a chama da propriedade chuva para atuar como tranquilizante, e a capacidade de se comunicar telepaticamente, e interagir com outros animais de Boxes para formar um poderoso ataque em conjunto.

### Ken Joshima
É um dos subordinados de Mukuro, e junto com ele, foi cobaia para várias experiências dentro da máfia, ainda criança. Após Mukuro assassinar os responsáveis pelos testes, Ken passou a acompanhá-lo, assim como Chikusa. Ken é um tanto impulsivo e estranho, gosta de provocar os adversários, e costuma deixar a língua para fora enquanto fala. Os experimentos que sofreu deram a ele a capacidade de gerar mutações em seu corpo referentes a animais, que modificam características físicas de acordo com o animal escolhido (se Ken escolher macaco, ele ganhará garras, presas, e terá um aumento de agilidade, por exemplo). A mutação acontece quando Ken insere uma arcada dentária por cima da sua própria, sendo que ele possuí uma arcada dentária para cada tipo de mutação. Após a derrota de Mukuro para Tsuna, Ken também é preso, mas consegue escapar. Mais tarde ele aparece escoltando Chrome para a luta contra Mammon/Viper, e depois acompanha a luta pelo anel do Céu. Deixa bem claro que não gosta de Chrome, sempre desprezando ela, e diz que apenas a tolera por ser o único elo entre ele e Mukuro apesar de muitas vezes mostrar uma grande preocupação com a garota como quando ela desapareceu na Saga do Futura e quando ela foi possuída por Demon, e as vezes parece ter um amor escondido pela garota. Toma banhos, no máximo, semanalmente. Quase sempre aparece ao lado de Chikusa. Possuí chamas da propriedade Sol.

### Chikusa Kakimoto
É outro subordinado de Mukuro. Assim como ele e Ken, também pertenceu ao grupo de crianças que eram cobaias para experimentos científicos dentro da máfia, e se uniu a Mukuro após ele assassinar os responsáveis. Chikusa é calmo e frio, e costuma conter Ken quando necessário. Possuí um código de barras no lado esquerdo do rosto. Luta usando um par de ioiôs capazes de atirar agulhas venenosas. Aparentemente Chikusa não possui “seqüelas” das experiências como cobaia, apesar da sua habilidade sobre-humana com os ioiôs. Chikusa também é preso após a vitória de Tsuna sobre Mukuro, mas escapa. Na batalha contra a Varia, ele aparece ao lado de Ken como guarda-costas de Chrome, e depois assiste a luta entre Tsuna e Xanxus. Gosta de tomar banhos, e implica com Ken por este não se banhar regularmente. Também aparenta ter um certo desgosto por Chrome, mas não deixa isso tão explícito, como Ken. Sua chama é da propriedade Chuva.

### Lanchia
Lanchia foi acolhido por uma família da máfia e tornou-se seu guarda-costas. Em pouco tempo ele já era o mais poderoso do nordeste da Itália. Algum tempo depois, o chefe da família chegou com uma criança e Lanchia se encarregou de cuidar dele. Essa criança era Rokudo Mukuro. Mukuro controla Lanchia e mata toda a família que os acolheu, demonstrando ter planos de destruir a máfia desde cedo.
Quando Tsuna e os guardiões invadem Kokuyou Land pensam que Lanchia é Mukuro pois este estava se fazendo passar por ele, inclusive sendo fotografado como Rokudo Mukuro. Mais tarde Lanchia explica que Mukuro nunca permitira que seu rosto fosse registrado.
Ele derrota Yamamoto utilizando sua técnica Goujareppa, que consiste na manipulação de uma bola de ferro com cobras entalhadas ao longo dela para manipular a corrente de ar ao seu redor. Gokudera fica impedido de lutar contra Lanchia pois estava sob o efeito colateral do Tridente Mosquito de Shamal.
Por pensar que Lanchia é Rokudo Mukuro, Tsuna usa a ultima Shinuki Dan para derrotá-lo. Ele percebe que Lanchia não é má pessoa pois nas duas situações em que Lanchia pensou que o mataria, fechou os olhos. Ao dizer isso para Lanchia, Tsuna o comove e Lanchia conta sobre o seu passado para ele. Quando vai revelar o verdadeiro objetivo de Mukuro, Chikusa o envenena.
Posteriormente, Lanchia aparece na saga da Batalha dos Anéis, protegendo Tsuna e seus guardiões de um ataque da Varia.

### Kawahiro
Não se sabe muito sobre este personagem, mas no mundo de 10 anos no futuro ele é dono da loja de ramen Kawahiro, na qual I-pin de 10 anos no futuro trabalha. Kawahiro só apareceu na saga da batalha final, para distrair Zakuro e esconder os Vongolas. Kawahiro também possui o Segno Hell Ring, quer dizer que ele possui chamas da névoa. Recentemente no mangá foi revelado que Kawahiro na verdade é Checker Face, o homem que criou as chupetas dos Arcobalenos e os seleciona a cada geração.

## Varia
É um esquadrão de elite que trabalha sob as ordens da Vongola, embora sejam tão distantes e distintos dela que achegam a parecer outra família. Eles realizam missões especiais para a família, e seu poder de luta é incrível. Porém só aceitam missões com 90% de chance de sucesso ou mais, pois não desejam sujar seu histórico perfeito de missões completas.

### Xanxus
Líder da Varia. É frio, violento, extremamente inteligente e poderoso. Ele admira adversários fortes, ficando excitado e gargalhando quando vê um. Demonstra impaciência em algumas situções, e não se importa com seus aliados. É filho adotivo do 9º chefe da Vongola, que pensou que Xanxus seria o seu sucessor. Até que em uma visita ao Japão, na casa do conselheiro externo da Vongola (Sawada Iemitsu), descobre Tsuna e julga que ele será o novo sucessor. Xanxus fica furioso com esta decisão e jura que se tornará o líder, independentemente da vontade de seu pai. Anos mais tarde, faz um plano que lhe permite ter uma batalha contra Tsuna e seus amigos, sendo o lado vencedor o possuidor dos anéis e do cargo de décimo Líder e guardiões da família Vongola. Seu nome possui dois "X", que corresponde ao número 10 na numeração romana. E a sua data de nascimento, curiosamente, é o dia 10 de outubro (10/10).
Seus poderes são basicamente dois: o primeiro é um tipo de chama especial, a Funuu no Hoonoo (Chama da Ira), na qual tem um poder destrutivo incomparável. Esta chama pertenceu ao 2º líder da Vongola, tamanho seu poder de destruição. A outra habilidade é muito semelhante a do 7º líder da Vongola, que tinha a chama mais fraca dentre todos os líderes, e por isso utilizava uma arma na qual colocava sua chama e disparava rajadas destrutivas. Xanxus combina sua chama letal com duas pistolas, que soltam rajadas de chamas puramente destrutivas. 
Foi revelado na saga do futuro que quando Xanxus funde a sua shinu ki hoonoo com sua Funu no Hoonoo e abre sua box, ela tem as chamas do céu e da tempestade. Sua arma de Box é um híbrido entre um tigre e um leão, o Ligre del cielo tempesta (Ligre do Céu Tempestuoso). É capaz de, com chamas do céu, poder não apenas petrificar armas de box mas também humanos através de seu rugido, e com chamas da tempestade, aquilo que foi petrificado é destruído devido a propriedade de degeneração da tempestade.

### Lussuria
É o candidato a guardião do Sol da Varia. Ele usa uma joelheira de aço no joelho esquerdo para lutar muay thai, tanto para se defender como para atacar, em especial um golpe em que ele pula e desce atingindo o oponente com uma poderosa joelhada.
É um personagem de tendência homossexual, percebido não apenas pela sua maneira de vestir e agir, mas pelos comentários que ele faz no meio da batalha contra Ryohei a respeito do corpo dele e suas cantadas, as quais passam completamente despercebidas pelo personagem. No futuro, sua box weapon é um Pavão capaz de acelerar a recuperação de ferimentos, mas que em contrapartida acelera também o crescimento das unhas e cabelo.

### Levi A Than
Também chamado apenas de "Levi", é o candidato a guardião do trovão da Varia. Suas armas são guarda-chuvas que lembram espadas, e ficam sobrevoando a arena até atrair raios que são conduzidos até o inimigo. Segundo Mammon, Levi foi contratado pela Varia exatamente por causa deste golpe (Levi Volta), e não há como escapar dele. Quase foi derrotado pelo Lambo de 25 anos. Só conseguiu vencer pois a transformação do Lambo terminou no meio de seu golpe final. Mostrou-se cruel, agarrando o Lambo de 5 anos e eletrocutando-o quase até a morte e ele odeia crianças.
É um fiel subordinado de Xanxus, acatando qualquer ordem do mesmo, e demonstra uma dedicação semelhante a de Gokudera para Tsuna.
Na Saga do Futuro, sua Arma de Box é uma Arraia (Torpedine Fulmine).

### Belphegor
Também chamado de "Bel", é o candidato a guardião da tempestade da Varia. Tem raízes na realeza, por isso se intitulou "Prince the Ripper" (algo como "O Príncipe Retalhador"). É considerado um gênio, usa como arma facas que seguem o inimigo através de um truque. Mas só mostra suas verdadeiras habilidades quando vê o seu próprio "sangue real" onde Bel perde a razão e acaba lutando por puro instinto.
Na saga do futuro é revelado seu irmão gêmeo, Rasiel, o qual ele assassinou quando crianças, agora trazido de volta a vida por Byakuran como seu subordinado. Sua box contém uma Doninha com chama de atributo tempestade (Visone Tempesta), assim como seu mestre.

### Superbi Squalo
É o candidato a guardião da chuva da Varia. É o maior espadachim do mundo, tendo derrotado 100 inimigos e gravado todas as suas vitórias(e gravou um vídeo extra, pois não considera a sua 100ª luta). Fanático por lutas de espada, a cada espadachim que vence, copia sua técnica. Porém, perdeu para Yamamoto apenas porque este possuia uma técnica própria. Squalo deveria ser o líder da Varia, mas fez um acordo desconhecido com Xanxus que assumiu o poder. Utiliza uma espada acoplada em seu braço esquerdo, agora mecânico, já que o cortou apenas para poder sentir como o 'Imperador da Espada'(e líder anterior da Varia) lutava, pois este também não o possuía. Derrotou o líder da Varia anterior e tomou o seu lugar de 'Imperador da Espada'. Seu braço também solta projéteis explosivos em seus adversários. Possuí uma grande percepção quando se trata de ilusões. Na saga do futuro, cede seus vídeos de lutas passadas (O Caminho do Imperador da Espada) para Yamamoto poder completar seu treinamento. Antes do Choice, Squalo aparece para treinar Yamamoto pessoalmente. De acordo com Bel, Squalo é o único capaz de controlar os excessos de Xanxus. Segundo Fuuta, Squalo é o membro mais barulhento de toda a máfia. 
Sua arma de Box é o Squalo Grandi Pioggia (Tubarão da Chuva)

### Viper
É o candidato a guardião da névoa da Varia. Aparentemenete quer preservar sua identidade, atendendo pelo nome de Mammon. É o Arcobaleno guardião da chupeta Indigo e possui o atributo da Névoa. Único Arcobaleno interessado em reverter a maldição, criando assim, uma corrente que sela seus poderes Arcobaleno, e que no futuro é utilizada para selar e ocultar a presença dos anéis. Seu animal é o Fantasma, um Sapo que fica sobre a cabeça de Viper. Ao entrar no modo de batalha, o sapo de Viper mostra-se apenas uma casca, contendo uma serpente dourada que morde o próprio rabo (Ouroboros) e fica flutuando sobre a cabeça dele como uma auréola, que amplifica o poder ilusionário do Arcobaleno. Durante a luta pelos anéis, derrotou Chrome facilmente, mas é superado quando Rokudo Mukuro interfere. É bastante avarento, só permitindo que Bel acompanhasse a sua luta se lhe pagasse, por exemplo. Por ser um Arcobaleno tem sua própria técnica chamada Viper Mirage que mostra ser a melhor ilusão de Viper. Na saga dos Arcobalenos (exclusiva do anime), Viper fez um desafio de adaptação. Durante o desafio, foi revelado que Viper fora contratado por Verde para testar os protótipos das Armas de Box, portanto, revelando também que elas já estavam em desenvolvimento 10 anos antes da saga do Futuro.

### Fran
Só aparece na Saga do Futuro. Fran entra no lugar de Viper, já que no futuro todos os Arcobalenos estão mortos. Parece não gostar muito de pertencer na Varia, já que não se dá bem com a maioria, em especial Levi A Than e Belphegor (no qual costuma apunhalá-lo pelas costas quando Fran faz algum comentário não apreciado). Mesmo não gostando das ordens de Belphegor, ele continua chamando-o de "Bel-senpai", sem contar que fazem uma bela dupla. Fran possui um dos Hell Ring, os anéis da névoa mais temidos. O anel de Fran possuí o número 666 cravado.
Quando luta junto com Belphegor contra o irmão gêmeo deste, não mostra seu potêncial com o intuito de ver os poderes de Xanxus em ação.
Aparentemente, ele também trabalha com o grupo de Rokudo Mukuro, seu mestre. Como foi o substituto de Viper, é forçado pelos integrantes a utilizar um grande chapéu no formato da cabeça de um sapo, em referência ao sapo que acompanhava Viper. Segundo um comentário dos guardas de Vendicare, Fran figura na lista dos três ilusionistas mais fortes.

## Família Millefiore
A família Millefiore dominou o mundo da máfia no futuro e é composta por duas divisões, que representam as duas famílias que se uniram para forma-lá: a Black Spell, formada pela antiga família Giglionero, é a parte mais voltada para batalha e hierarquicamente inferior a White Spell; e a White Spell, representada pela antiga família Gesso, que cuida de toda parte administrativa e estratégica (embora seus membros superiores sejam os mais poderosos da família).
Seu objetivo é reunir os 7 anéis Vongola, os 7 anéis Mare (os quais eles já possuem) e a 7 chupetas dos Arcobalenos, o Trinisette (ou 7³), permitindo-lhes ter a "arma suprema".

### Byakuran
Byakuran é chefe da White Spell, líder da Millefiore e antigo líder da família Gesso. É detentor do anel Mare do atributo céu. Adora marshmallows e tem um jeito calmo e otimista, sempre com um sorriso no rosto, embora saiba ser frio e calculista. É egocêntrico, e clama que o mundo é apenas um jogo no qual ele é o controlador.
Aparentava confiança em Irie Shoichi, que é como o vice-líder da família. Byakuran deu anéis Millefiore para Irie e os supostos guardiões da Millefiore. Mas após Irie se mostrar aliado da Vongola, os anéis se partiram, mostrando-se falsos. Byakuran disse que já presumia que Irie trairia a família, pois discordava em muito de suas decisões.
Uma de suas habilidades que o torna tão especial é ter acesso ao conhecimento de todos os "outros Byakurans" de todas dimensões paralelas, possuindo uma fonte absurda de informações e experiências. Com isto, foi capaz de destruir todos os futuros paralelos em que esteve presente, exceto apenas o futuro que se passa na série, se tornando um ditador em todos eles. Mas caso ele morra em algum desses futuros, sua existência desaparece simultâneamente em todas as dimensões. Resultado desta habilidade é o par de feridas que ele possuí nas costas, de onde emanam asas de aspecto angelical. Byakuran afirma que estas asas são a prova de sua superioridade com relação aos humanos. Foi capaz também de trazer um "outro Byakuran" de uma dimensão paralela (segundo ele, dimensão esta destruída após o processo), que serve de absorvedor de chamas, nas quais são direcionadas diretamente para o Byakuran "real". Tem como objetivo adquirir a "Trinisette", que consiste nos 7 anéis Vongola, os 7 anéis Mare e as 7 chupetas dos Arcobalenos, o que lhe concederia poder suficiente para dominar o mundo. 

#### Técnicas
- White Finger: Byakuran concentra suas chamas no dedo indicador, e dispara uma poderosa onda de choque.
- White Applause: Anula qualquer golpe, utilizando uma simples bater de palmas, com chamas do céu focadas nas suas mãos. Invalidou o Big Bang Axel de Tsuna, mas falhou ao tentar realizar o mesmo com o Burning Axel, pois a palma das mãos de Byakuran estavam feridas.
- White Dragon: a Arma de Box de Byakuran. Curiosamente, ela não é uma Box da Carnificina (Utilizada pelos Coroas Fúnebres). Apesar de ser branco, é completamente formado de chamas do céu. Foi capaz de destruir a Vongola Box de Tsuna, Nuts, enquanto utilizava a "Cambio Forma Modo Difesa".

### Uni
É a chefe do Black Spell, e chefe da Millefiore juntamente com Byakuran, este, chefe da White Spell. Também era líder da família Giglionero antes da união forçada com Byakuran. Apesar de líder do Black Spell, Uni não possuí habilidades de luta. Aparenta ter algo próximo dos 12 anos de idade.
Uni é neta da arcobaleno Luce, e herdou de sua avó a chupeta de atributo céu. É a líder dos arcobalenos.
Na saga do futuro, esteve sob a influência de Byakuran, que a drogava para ser como uma boneca sem alma e apenas seguir suas ordens. Mas após a batalha contra a Vongola, Uni retoma consciência e aceita o pedido de revanche da Vongola. Furioso, Byakuran diz que ele é o líder da Millefiore e que ela deve seguir suas ordens. Então, Uni deixa a Millefiore, e leva consigo todas chupetas que possui, sendo que estas fazem parte do Trinisette. Byakuran tenta tirar as chupetas de Uni a força, mas Reborn a defende, dizendo que ninguém deverá tocar Uni, pois ele é um dos guardiões dela e deve fidelidade aos Arcobalenos.
Sabe-se que Uni também possui o poder de viajar entre os futuros, assim como Byakuran. Uni também pode prever o futuro, porém não controla este poder. Sacrifica sua vida no final da saga do futuro com o intuito de reviver os Arcobalenos. E através de sonhos, enviou informações de todos os acontecimentos da saga do futuro para personagens do presente, como o nono líder Vongola, Dino, entre outros.Durante a batalha final,Uni tira a própria vida e a de Gamma para reviver os arcobalenos mortos.

### Irie Shoichi
Este personagem aparece alguns episódios antes do início da Saga do Futuro (apesar de ser o capítulo 13 do mangá), quando Lambo cai, depois de uma explosão causada por ele mesmo, na casa do rapaz. É dito ser a pessoa chave para volta dos personagens ao passado, na saga do Futuro.
A sua chama é do atributo sol. Utilizando o falso anel Mare de atributo Sol, ele pode controlar toda base japonesa da família Base Melone (de fato, ela é a sua Box Weapon), movendo todas as salas conforme quiser, mudando a localização de qualquer lugar da fortaleza.
Mostrou-se na realidade estar do lado da família Vongola, e, antes do Vongola Décimo ter supostamente morrido, eles tinham feito um plano para impedir a ambição de Byakuran o quanto antes.
Na primeira batalha do Choice Game contra os Seis Coroas Fúnebres, Irie é selecionado como o alvo da Millefiore dentro da família Vongola. No final da batalha ele acaba sendo atingido por Kikyo da Millefiore, resultando na derrota de Vongola, pois o alvo dos guardiões Vongola na Millefiore, Daisy, é imortal. Após o ocorrido, Irie Shoichi entra em pânico e é questionado por Tsuna o porque dele querer tanto a derrota de Byakuran. Irie então revela sua conexão com o líder da Millefiore.
Segundo ele, quando Lambo foi parar em sua casa por acidente, ele residiu algum tempo por lá. Após Lambo ter ido embora, ele recebeu uma caixa da família Bovino contendo carcaças da Jyuunen Bazooka, uma bazooka que ao te atingir, troca-o com seu eu de dez anos no futuro. Irie estava guardando a caixa num lugar seguro e alto, quando a bazooka caiu e disparou acidentalmente em sua perna, enviando-o para o futuro. Lá ele se encontra com Byakuran, numa universidade de engenharia. Ao voltar para o passado, concluí que o seu futuro não foi o que desejava, então propositalmente altera alguns aspectos de seu tempo (como se livrar de livros) para talvez poder realizar seu sonho de se tornar músico. 
Ao checar seu "novo" futuro (na realidade, um futuro paralelo ao que ele havia visto antes) para ver o resultado, descobre que realmente virou músico, embora tivesse que fugir de uma encrenca de um bar. Na fuga, ele esbarra com um "outro Byakuran" na rua. Este encontro faz com que o poder de Byakuran seja despertado, por ter conhecido o mesmo Irie Shoichi que conheceu no outro futuro paralelo, conectando as mentes dos dois Byakurans.
Com medo, Shoichi não usa mais a Jyuunen Bazooka. Passou-se o tempo, e por curiosidade ele foi checar o futuro novamente. Este estava todo destruído e dominado por um ditador chamado Byakuran. Ao voltar ao passado, ele altera vários fatos, e em todas sucessivas viagens ao futuro, ele encontra a mesma cena: destruição e Byakuran.
Então, com sentimento de culpa por ter sido responsável por despertar a habilidade de Byakuran, ele se alia secretamente a Tsuna de 10 anos no futuro, para impedir que Byakuran reúna o Trinisette. Shoichi deposita todas as esperanças no Tsuna do passado, pois segundo o próprio Tsuna do futuro, o Tsuna do passado, apesar de ser mais fraco e com pouca experiência, é o único que possui força de vontade, liderança e poder (o fato de ter o Anel Vongola, que neste futuro foram destruídos) para derrotar Byakuran e salvar o futuro.
Shoichi sofre de fortes dores de estômago quando se encontra ansioso, o que é uma reação padrão para a maioria das pessoas. Mas no caso dele, ela aparenta ser mais forte do que o normal.

### Genkishi
Traidor da Família Giglionero. O espadachim mais poderoso da Família Millefiore, também conhecido como o 'Cavaleiro Fantasma', e é o membro mais forte da Black Spell, sendo capaz até de sobrepujar Hibari do futuro (porém Hibari estava sem anéis, logo se Hibari tivesse anéis suficientes talvez ele teria vencido Genkishi). Luta com quatro espadas, possui o falso Mare Ring da Névoa e um Hell Ring. Obedece e acredita cegamente em Byakuran, pois este o salvou de uma doença terrível, usando conhecimento médico de uma dimensão paralela. Foi o 100º adversário na gravação de Squalo, mas na realidade forjou a sua derrota com as suas ilusões. No Choice, Genkishi volta (inicialmente disfarçado, com o alterego "Saru") e luta novamente com Yamamoto, mas desta vez é derrotado e depois morto por Kikyo, sob ordens de Byakuran.

### Gamma
É membro da Giglionero, braço direito de Aria (filha de Luce e mãe de Uni) e, atualmente, de Uni. Assim como ela, faz parte da Black Spell, e possuí uma posição equivalente a de Irie Shoichi, embora tenha de permanecer sob as suas ordens devido a uma ordem de Byakuran. Possui o falso Anel Mare do Trovão. No início da saga do futuro, derrota Yamamoto e Gokudera juntos, mas depois é derrotado pelo Hibari Kyoya do futuro. Já recuperado durante a invasão à base Melone, acaba sendo 'forçado' por Shoichi (devido a capacidade de Shoichi de manipular as salas da base) a encontrar Ryohei (do futuro) e Gokudera, enquanto na realidade, pretendia chegar até a sala de controle, onde Shoichi estava. Derrota Ryohei e luta novamente contra Gokudera, onde revela várias situações que vivenciou dentro da Giglionero e o porquê de seu desgosto por Genkishi e pela própria Millefiore.
Após a derrota da Vongola no Choice Game, contribui para defender Uni na batalha final contra a Millefiore. Luta usando um taco e bolas de sinuca, e possui duas raposas como animal de box (Elettro Volpi). Ele morreu junto com Uni para reviver os arcobalenos.

### Spanner
Mecânico dos Strau Mosca, faz parte da Black Spell e é um inventor da Millefiore. Aparece pela primeira vez quando manda seus Strau Mosca lutarem contra Tsuna durante a invasão à base da Millefiore (Base Melone) no Japão, fazendo a formação King Mosca, o mais forte dos Moscas. 
Spanner derrota Tsuna, mas tem todos os seus Moscas de batalha destruídos no processo. Mais interessado em ver a técnica X-Burner completa do que cumprir a sua missão, ele traí a Millefiore, acolhendo Tsuna desacordado em sua sala. Cria para Tsuna lentes de contato que o permitem ver se a concentração de chamas de cada mão está correta para ter máximo aproveitamento da técnica. Logo a sua traição foi descoberta e ele passa a ser caçado pela Millefiore. Após os eventos na base Melone, é aceite por Tsuna e se une definitivamente à Vongola.
Na batalha contra os Seis Coroas Fúnebres, ele foi sorteado para participar. Mas não luta efetivamente, apenas ficou na base com Irie Shoichi, controlando estratégias de defesa na batalha. Enquanto trabalha, geralmente é visto com um pirulito na boca, que segundo ele (no anime), ele mesmo os produz e são feitos para aumentar as habilidades, tanto físicas quanto mentais. Spanner significa "Chave inglesa", que é exatamente a forma de seus pirulitos.

## Seis Coroas Fúnebres (Roku Choukas)
São o grupo de elite da Millefiore, e detentores dos anéis da Mare verdadeiros, embora apenas Byakuran tenha conhecimento disto e da existência deles. Todos possuem habilidades extraordinárias e foram pessoalmente escolhidos por Byakuran, com o critério de seleção não apenas pela força, mas também pela determinação. Byakuran também revelou suas informações e experiências sobre outros lutadores a eles, como técnicas e estilos de luta. Possuem Boxes especiais, os Boxes da Carnificina, que permanecem fundidos aos seus corpos, e quando abertos, transformam a pessoa em uma entidade híbrida entre humano e o ser presente na Box (embora Ghost não tenha demonstrado). 
De acordo com Kikyo, todos eram bem sucedidos em suas versões nos mundos paralelos, mas por algum motivo, exatamente naquele futuro em que se passa a série, todos tinham grandes problemas de naturezas diversas, até conhecerem Byakuran, que lhes demonstrou o caminho para se tornarem mais fortes e terem uma vida melhor. Todos eles possuem nomes baseados em flores (incluindo Byakuran), possivelmente uma referência para o nome do grupo.

### Kikyo
Aparenta ser o braço direito de Byakuran e líder do grupo, possui um bom relacionamento com ele e com os outros coroas fúnebres. É bastante calmo e costuma coordenar e conter os outros integrantes quando necessário. Demonstra preocupação quando Ghost aparece no campo de batalha, mesmo ele supostamente sendo um aliado. Possui chama do atributo Nuvem, portanto, é detentor do anel da mare de mesmo atributo. Usa Box weapons para lançar flores capazes de drenar a energia vital do alvo, ou simplesmente podem seu usadas como projéteis. Também pode invocar uma grande quantidade de Velociraptors. Já sua Box da Carnificina o transforma em híbrido entre humano e Espinossauro. É capaz de invocar vários Espinossauros que se multiplicam devido ao atributo de sua chama. Segundo um comentário próprio, Kikyo trabalhava em um escritório e sofria humilhações constantes de seu empregador, antes de se encontrar com Byakuran. foi o único dos coroas a permanecer vivo após Ghost ter sido derrotado, e embora tenha sido atingido a Queima-roupa devido a um ataque de impaciência de Xanxus, Lussuria afirma que iria mantê-lo vivo graças aos poderes de sua Box Weapon
Seu seiyu é o cantor da 6ª abertura, Easy Go, Kazuki Kato.

### Zakuro
É o detentor do anel da Mare da Tempestade. Possuí um humor um tanto inconstante, muitas vezes parece calmo e apático, mas perde a paciência e fica furioso facilmente. Pode Criar chamas invisíveis. Sua Box da Carnificina o transforma em híbrido entre humano e Tiranossauro, o que aumenta suas habilidades físicas e cobre a sua pele de escamas, tornando ela indestrutível para a maioria dos ataques
Após os eventos na base Millefiore, Byakuran entra em contato com Shoichi e os guardiões para propor o desafio de Choice. Como forma de intimidação, ele mostra um vídeo de Zakuro “relaxando” em uma poça gigante de lava, que segundo Byakuran, era a cidade de Zakuro, na qual ele mesmo destruiu apenas para provar sua lealdade e determinação. Zakuro não demonstra qualquer ressentimento quanto a isto. Reborn o chamou de "Monstro". Mais tarde, foi revelado que Zakuro sofria na pobreza, antes de conhecer Byakuran. Teve suas chamas sugadas até a morte por Ghost.

### Bluebell
Possui o anel da Mare da Chuva. É uma garota que aparenta ter algo próximo dos 10 anos. Curiosamente chama os guardiões Vongola de “crianças” embora ela mesmo pareça ser bem mais nova que eles. É infantil, vive discutindo com Zakuro, e às vezes fala o que não deve, sendo repreendida até por Byakuran por causa disto. Sua Box da Carnificina a torna hibrida entre humano e Shonissauro, o que a deixa com a aparência de uma sereia. Pode criar um campo de chamas da Chuva, capaz de paralisar e levar a morte aqueles que o adentram. Antes de se encontrar com Byakuran, Bluebell era paraplégica. Foi morta por Ghost. No passado, ela estava paralítica (mostra-se durante lembranças de Kikyou no final).

### Torikabuto
Fala pouquíssimo, e possui uma aparência monstruosa devido à máscara que usa, à sua altura descomunal, e por cobrir todo o seu corpo. É possuidor do anel da Mare da Névoa, mas também pode utilizar chamas do Trovão. Pode invocar cobras marinhas, cobertas por chamas do trovão. Sua Box da Carnificina o transforma em um híbrido entre humano e mariposa, com olhos estampados em suas asas. Qualquer um que olhar estes olhos perde o controle dos cinco sentidos. Foi o unico (além de Ghost) que não foi mencionado por Kikyo a respeito de seus passados de insucesso. Foi derrotado por Tsuna e Chrome, e segundo Kikyo, acabou padecendo, devido ao dano que recebeu na sua máscara (que continha o verdadeiro Torikabuto) durante a luta com os dois.

### Daisy
Possui uma aparência estranha, e uma maneira de agir mais estranha ainda. Anda sempre com um urso de pelúcia, chamado Bubu, o que reflete a infantilidade que ocasionalmente demonstra. Apesar disto, é bastante mórbido, obcecado por morte, e segundo Byakuran, Daisy é “um corpo que vive apenas para matar”. Sua habilidade combinada com o anel da Mare do Sol o torna imortal, devido à velocidade de ativação de suas células. Sua Box da Carnificina dá a ele uma aparência híbrida entre lagarto e humano, e aumenta a sua já incrível capacidade de regeneração, capaz até de criar um novo corpo a partir de uma parte decepada. Vivia em um hospital psiquiátrico, até se encontrar com Byakuran. Foi derrotado pela Vongola Box de Hibari, e perdeu sua imortalidade por ter seu anel da Maré confiscado pelo mesmo. É mostrado no final que no passado ele era um interno num hospital, algo que aparente ser um deficiente mental.

### Ghost
Foi o último dos Roku Chouka a aparecer. Permanecia preso em Vendicare, a mesma prisão de Rokudo Mukuro, até que Byakuran, negociou a sua libertação para lutar contra Vongola, após o Choice. Ghost não pode interagir fisicamente com nada (apesar de que detém o anel da Mare do Trovão em seu dedo), e segundo Mukuro, não demonstra ser um ser vivo e sim um fenômeno (uma alusão ao seu nome). Aparenta também ser incapaz de se comunicar e de distinguir aliados e inimigos, ou mesmo de raciocinar. Possui a mesma marca no rosto de Byakuran, mas do lado direito, e fisicamente é muito semelhante a ele, apenas com os cabelos mais longos. 
Na realidade, Ghost foi uma tentativa de trazer um Byakuran de uma outra realidade paralela para a que eles atualmente estão. Ghost é puramente feito de chamas, e tem a habilidade de absorver chamas dos inimigos e repassá-las a Byakuran. Também pode se teleportar por distâncias significativas. Foi derrotado ao ser absorvido pelo Zero Chitten Toppa: Kai Tsuna, porém, todas as chamas que Ghost absorveu (tanto dos inimigos quanto dos aliados) foram para Byakuran..

## Família Shimon
Após um terremoto (provocado por Tsuna e seus amigos), sete estudantes são transferidos para o Colégio Nanimori. Eventualmente eles se encontram com os guardiões Vongola, e posteriormente é revelado que eles fazem parte de uma família de pequeno porte da máfia, relativamente desconhecida (mesmo Reborn pouco sabia sobre ela) e supostamente fraca, a família Shimon, que possuí laços com a família Vongola desde a primeira geração. Alegam serem aliados, e prometem auxiliar no bom andamento das preparações e da cerimônia de sucessão Vongola marcada recentemente, onde Tsuna será oficialmente declarado o novo líder (embora o mesmo continue relutante a respeito deste fato). Adquirem facilmente a simpatia e confiança dos guardiões Vongola, mas seus reais objetivos são obter o Delitto [Sangue do primeiro líder da Shimon, que supostamente foi derrotado numa emboscada planejada pelo Vongola primo] e acabar com a Vongola, fazendo a Shimon retornar ao seu antigo estado de influência. Suas chamas são únicas e completamente desconhecidas até então.

### Kozato Enma
Líder da família Shimon. Enma demonstra diversas características (negativas) similares a Tsuna, e outras até piores. É tão ineficiente quanto ele, tímido, e raramente sorri (ao contrário de Tsuna). Aparece sempre com diversos curativos no rosto, pelo fato de ser agredido freqüentemente, sendo alvo fácil de delinqüentes. E assim como o apelido “Bom em nada Tsuna”, Enma é também chamado de “Enma perdedor” até mesmo por membros da sua própria família, apesar de ser o líder. Também demonstra certa aversão aos negócios da máfia. Tantas similaridades fizeram com que Tsuna criasse simpatia com Enma, e rapidamente o considerou um amigo até um confidente e conselheiro, enquanto decidia sobre a cerimônia de sucessão e seu futuro como chefe da máfia ou não. Enma também demonstra poder entrar no Hyper Mode, porém em uma versão muito diferente da de Tsuna. O animal de Box de Tsuna, Nuts, demonstra ter gostando bastante de Enma, no qual acha que Nuts é o gato de estimação de Tsuna.

### Suzuki Adelheid
Uma jovem extremamente séria, rigorosa, e por vezes violenta. Aparenta ser a pessoa mais dedicada aos negócios da família, é muito fiel e compassiva com os membros, e possivelmente o braço direito de Enma. Demonstra ser a cabeça da família, planejando e distribuindo ordens. Suas características físicas mais marcantes são sua alta estatura e seus seios de tamanho significante. Assim que chegou a escola, derrotou todos os membros do “comitê disciplinar” e ordenou que Hibari deixasse a sala de seu comitê para se tornar a sala da Tesouraria na qual ela é a líder. Obviamente Hibari não aceitou, e durante o conflito, Adelheid demonstrou como armas dois leques de metal, e surpreendentemente, chamas (shinu ki no hono). Somente após este evento é que foi descoberto que os sete alunos recém-transferidos eram integrantes da máfia. Após isso, nas batalhas, ela inicia uma luta contra Hibari Kyoya, revelando a ele que possui a chama da Geleira. Consegue criar clones de si mesma usando o seu elemento. Perde a luta contra Hibari Kyoya após seu Diamond Castle ser invadido por Roll, a Vongola Box de Hibari graças a propagação da nuvem.

### Aoba Koyo
Boxeador, se auto-declara “A esperança do mundo do boxe”, e inevitavelmente torna-se rival de Ryohei. Assim como ele, possuí um “pavio curto” e apesar de sua aparência que remete intelectualidade, e a sua maneira de agir (por vezes calmo e bem educado) em especial com mulheres, sua inteligência não está muito além da de Ryohei. Seu nome é possivelmente uma referência a esta discrepância de atitudes: Aoba pode ser traduzido para “folhas verdes” enquanto Koyo “folhas vermelhas”.  
Durante uma competição (supostamente de inteligência) proposta por Reborn, entre Koyo e Ryohei, Koyo demonstrou ser capaz de suportar um Maximum Cannon de Ryohei, sem grandes danos. Este fato fez com, que Reborn considerasse a possibilidade de que a família Shimon não seria “tão fraca assim”.
Depois na luta entre as famílias, Koyo demonstra ser o guardião da floresta podendo controlar a chama da floresta que se assemelha a várias folhas, e por fim mostra ter que usar oculos super escuros para conter suas capacidades oculares imensas, que o permitem ver pontos fracos no corpo do oponente (pontos fracos são lugares no corpo onde o corpo e a mente estão mais distanciados, podendo assim um simples soco causar um imenso dano). Empatou a luta com Ryohei, sendo preso pela Vendice junto com o mesmo. Ambos foram soltos quando Tsuna e Enma derrotaram o Daemon Spade.

### Mizuno Kaoru
Possui uma aparência um tanto intimidadora (Tsuna o compara a um “Hooligan”). Entra para o time de baseball de Yamamoto, amedrontando os outros jogadores com exceção do próprio Yamamoto, no qual é bastante amigável com ele. Então Kaoru surpreende a todos, demonstrando ser extremamente tímido, e muito nervoso, a ponto de sequer conseguir realizar um lançamento apenas pelo fato de haver pessoas o observando. Reborn, curioso para testar as habilidades de Kaoru, engaja todos os presentes para motivá-lo a jogar, fazendo que com Kaoru imaginasse todos eles como vegetais, com o auxílio de Haru, que providenciou fantasias a todos. Quando Kaoru finalmente lança a bola, ela se desintegra antes que Yamamoto possa pegá-la. Somando isto ao resultado das suas observações sobre Aoba Koyo, Reborn então conclui que a família Shimon não é tão fraca quanto supostamente deveria ser. Derrotou Yamamoto enquanto este se encontrava desprevenido, deixando-o em coma, e incapaz de se juntar a luta entre Vongola e Shimon.
Após a aparição de Daemon Spade para a família Vongola/Shimon, Kaoru retorna, e tenta derrotar Daemon, o que não foi possível. Kaoru sentiu-se furioso após perceber que ele, e toda sua família estavam sendo usados por Deamon.
Quando Yamamoto retorna recuperado para a batalha contra Deamon, Kaoru o protege, sendo assim atingido em cheio por um golpe de Deamon. Antes de ser captuado pela Vindice, Kaoru pediu perdão a Yamamoto por ter-lhe atacado, Yamamoto então diz que não havia problema, e que eles eram amigos. Ao ouvir isso, Kaoru se emociona, e logo após é levado para a prisão Vendicare.
Kaoru foi único que não teve seu elemento da Terra revelado, portanto, os poderes do mesmo ainda são um mistério.

### Ooyama Rauji
Fisicamente grande e obeso, pessoalmente agradável, amigável e considerável. Rauji permanece em silêncio na maior parte do tempo, e só costuma falar quando falam com ele. se oferece para andar ao lado de Enma, pelo fato de este ser freqüentemente alvo de Bullying, o que demonstra que Rauji se preocupa com o bem estar das pessoas a sua volta. Não se importa em seguir ordens e é bastante diligente, aceitando ser o “subordinado” de Lambo, no qual gostou bastante dele, enquanto Rauji, da mesma maneira, não se importa em passar boa parte do tempo brincando com Lambo. E durante a luta de famílias ele mostra ser possuidor da chama da montanha e termina perdendo a batalha para Lambo e diz te-lo reconhecido como um igual. Mas logo depois ele foi solto pela Vindicare quando o Tsuna e o Enma derrotaram o Daemon Spade.

### Katou Julie
Misterioso, pouco se sabe sobre Julie até o momento, afinal, se faz pouco presente nos negócios da família. Durante a reunião entre Shimon e a Vongola, por exemplo, Julie não se apresentou, para ficar perseguindo e azarando garotas na cidade, incluindo Chrome. Mandava alimentos para ela regularmente (e por isso se considera uma “alma de bom coração”), e até a chamou para um encontro, no qual Chrome recusa. Sequestrou Chrome durante a cerimônia de posse dos Vongola. De acordo com os novos capítulos do mangá, ficou-se sabendo que Katou Julie na verdade é o primeiro guardião da névoa, Deamon Spade e está manipulando a batalha dos Shimon contra a Vongola.

### Shitt P.
Extremamente excêntrica, possuí características, no mínimo, diferentes: é careca, apenas com uma pequena franja, possui um “S” tatuado na cabeça, esta quase sempre com grandes óculos escuros, utiliza bóias infláveis como acessório no corpo para saltar, fala um dialeto estranho e irreconhecível, e só atende pelo nome de “Shitopi-chan” ignorando as pessoas caso seja referenciada de alguma outra maneira, inclusive o próprio nome, o que às vezes dá a impressão de que ela é simplesmente incomunicável. Também não costuma estar muito presente nos encontros da família. Rapidamente chamou a atenção de Gokudera, devido aos interesses dele por “objetos estranhos”. Gokudera muitas vezes se refere a ela como uma ”U.M.A.” (Unidentified Mysterious Animal), e confunde o seu exercício de meditação com uma comunicação entre outros mundos. Foi derrotada por Hayato, quando este foi questionado sobre ser muito devoto de Tsuna. Sua batalha se baseava em estourar dois "balão Fiamma", que tinham uma sensibilidade quase idêntica a um balão comum. Ela revela ter a chama do pântano e sua habilidade era a fluorização.

## Arcobalenos
Arcobaleno em Italiano significa "Arco-iris" e é o nome da maldição que se instaurou em 7 poderosos Hitman's, transformando-os em bebê. Cada bebê carrega consigo uma chupeta com uma das cores do arco-íris, um animal e uma técnica própria. Não se sabe muito sobre a maldição. Na saga dos Arcobalenos (exclusiva do anime), cada um ficou responsável por realizar um teste para os guardiões Vongola. No futuro, todos estão mortos, exceto Lal Mirch.

### Reborn
Veja no tópico Família Vongola e Aliados

### Colonello
É o guardião da chupeta azul e possui o atributo da Chuva. Ao que tudo indica não deveria ter sido afetado pela maldição (adquirindo a chupeta azul no lugar de Lal Mirch). É o "rival" de Reborn e amigo dele, apesar que ambos não admitam isso. Na saga da Varia se torna mestre de Ryohei e passa a morar com ele. Seu animal é o Falco, um pássaro que o permite voar. Usa um rifle antitanque, sua técnica é o Maximun Burst que é capaz de lançar a sua chama (em forma de ave) como arma primária, mas também é especialista em combate corpo a corpo. Foi treinado por Lal Mirch e possui um grande respeito e amizade com ela, apesar de estarem sempre brigando. Na saga dos Arcobalenos, Colonello fez um desafio de poder de luta.

### Verde
É o guardião da chupeta verde e possui o atributo do Trovão. Segundo Reborn é um cientista inteligentíssimo. É citado em um dos episódios do anime por inventar Roupas Invisíveis aos olhos de todos que estejam acima de uma certa idade, sendo visíveis para as crianças (dois Subordinados de Verde usam essas roupas para tentarem assassinar Tsuna). Verde pode ser tanto um aliado quanto um inimigo, dependendo dos seus interesses no momento, e não mede esforços ou escrúpulos para concluir suas pesquisas, até mesmo indo contra os outros Arcobalenos caso necessário. No futuro, é citado um dos criadores das BOX's (armas de Combate do Futuro), juntamente com outros dois cientistas (Innocenti e Kenig). Seu animal é um Jacaré. Sua técnica é o Eletricco Thunder que lança um raio em todos os inimigos. Na saga dos Arcobalenos Verde fez um desafio de Intuição.

### Skull
É o guardião da chupeta roxa e possui o atributo da Núvem. É líder e estrategista das forças de combate da família Calcassa e dito por Reborn que é um Acrobata de Primeira Classe, conhecido como "Skull, o Homem que Voltou do Inferno" ou "Skull, o Imortal". Entretanto, tais títulos não significam nada para Reborn e Colonello, que o ridicularizam sempre, mostrando que ele é o mais fraco dos Arcobalenos. Seu animal é um Polvo Gigante,que recebe ordens a partir de comandos feitos pelos dedos das mãos de Skull. Sua técnica é o Armed Muscle Body, o corpo invencível.Na saga dos arcobalenos faz o teste de charme

### Lal Mirch
É uma Arcobaleno incompleta, devido a interferência de Colonnello, tornando-se a 8ª Arcobaleno. É a guardiã da chupeta cinza e possui os atributos da Nuvem e Névoa (possuindo também o atributo da Chuva quando utiliza seus poderes de Arcobaleno). Também pertence a CEDEF. É a terceira Arcobaleno mulher junto com Luce (avó da yuni)e a mammon(viper). Treinou Colonnello algum tempo antes do evento da maldição dos Arcobalenos. Começou a treinar Gokudera, Yamamoto e Tsuna no início da Saga do Futuro. No presente, seu corpo ainda é de um infante (natural dos arcobalenos), porém na Saga do Futuro, por ser uma arcobaleno incompleta, o seu corpo volta ao normal. Na saga dos Arcobalenos, é a observadora dos testes. Costuma ser um tanto rude e agressiva com seus estudantes. Aparenta ter sentimentos românticos por Colonnello, embora estejam sempre discutindo, e no futuro demonstra bastante sofrimento pela morte dele. Sua Box são centopeias com chamas da nuvem, Lal usa normalmente para se proteger, mas quando lutou com Tsuna no começo da Saga do Futuro a centopeia prendeu e forçou Tsuna a emitir sua Shinu ki Hoonoo.

### Viper
Veja no tópico da Varia.

### Kaze Fon
É o guardião da chupeta vermelha e possui o atributo da Tempestade. É mestre da I-pin e parece conhece-la bem, é lutador de artes marciais(dito por Reborn que possui uma força e velocidade que lhe garantiu a Vitória no Torneio de Artes Marciais na China por Três Anos seguidos). Vende Gyoza (Bolinhos de Alho) disfarçado em um pequeno Balcão na rua, e fisicamente é muito parecido com Hibari Kyoya (e curiosamente também possuem o mesmo seiyu). Seu animal é um Babuíno. Sua técnica é Bakaryu Ken, onde Fon lança um dragão enorme.Na saga dos arcobalenos fez o teste de liderança.

### Luce
É a guardiã da chupeta laranja e possui o atributo do Céu, sendo assim a líder dos arcobalenos. Tudo o que se sabe sobre ela é que estava grávida da Aria (mãe de Yuni) antes de se tornar uma Arcobaleno e que possui uma Intuição extraordinária, tendo até o dom de ver o futuro (que é passado para seus filhos), embora devido a isso sua linhagem é fadada a ter uma vida curta. Seu animal é um Esquilo. Demonstrava ser uma pessoa extremamente gentil.

## Família Vongola (Primeira Geração)
Inicialmente um grupo de vigilantes fundado por Giotto ainda jovem, quando tinha uma idade semelhante à atual de Tsuna. Todos carregam um relógio de bolso, com suas respectivas chamas no lugar de um ponteiro. No topo do relógio esta escrito em italiano "Grivo Eterna Amicizia" que significa "Um voto de amizade eterna". Embora estejam todos mortos, eles são capazes de se manifestar graças os poderes dos anéis Vongola. Todos eles possuem similaridades com os seus respectivos guardiões atuais.

### Giotto Primo
Fundador e primeiro líder da família Vongola, inicialmente um grupo de vigilantes. Giotto é citado diversas vezes por Reborn a respeito de seus atos grandiosos como líder e o fato de ter sido o mais poderoso líder Vongola. Porém, só faz a sua primeira aparição em um breve momento durante a saga do futuro, onde decide por à prova a determinação de Tsuna em herdar a família Vongola. Giotto o aprova, e lhe dá as "X-Gloves versão V.R." (Vongola Ring). Giotto aparece sempre calmo e sério, mas sempre receptivo. Porém, segundo um comentário de G., Giotto costumava fazer palhaçadas e colocar os dois em situações problemáticas na época em que pertenciam ao grupo de vigilantes. Em algum momento da história, Giotto abriu mão da família Vongola (posteriormente revelado que Demon Spade o forçou a fazer isso, em circunstâncias desconhecidas) e foi morar no Japão, onde constituiu família e gerou descendentes, entre eles, Tsuna e Iemetsu.
No anime, após a derrota no Choice, Tsuna e o restante dos seus companheiros que foram para o futuro retornam ao passado mais uma vez, agora para obterem a aprovação de toda a família Vongola da primeira geração. Giotto reaparece, ao lado de seus guardiões, pressentindo o mau momento em que a família passa e atendendo aos pedidos de Yuni (embora ele deixe claro que não o fará novamente). Giotto declara o início de uma série de testes propostos pelos guardiões da primeira geração para os guardiões atuais. Depois de concluído todos os testes, ele retorna ao anel Vongola, mas reaparece durante a luta contra Byakuran, encorajando Tsuna e liberando o poder original dos anéis Vongola. De acordo com o Nono líder Vongola, nenhuma outra geração foi capaz de convencer Giotto a fazer isto, o que significa que Giotto confia que Tsuna será capaz de fazer a família trilhar um caminho que nem ele mesmo foi capaz, e que ele (Tsuna) e seus guardiões serão capazes de fazer a família Vongola retornar ao ponto inicial: um grupo de vigilantes que trabalhavam em prol do bem da população e para proteger os cidadãos, eliminando toda a crueldade da máfia envolvida e a corrupção dentro dela, que iniciou após a segunda geração Vongola.
Pouco se sabe sobre as suas habilidades, apenas que possuí a "Hyper Intuition" e que foi o criador do "Zero Chitten Toppa". Utiliza Luvas (I-Gloves) similares as de Tsuna (X-Gloves) e um manto (Mantello di Vongola Primo), capaz de invalidar ataques. Giotto sempre aparece no "Hyper Mode".

### G.
Amigo de infância de Giotto, o primeiro guardião da tempestade da família Vongola, braço direito do líder, e o primeiro integrante do grupo de vigilantes formado por Giotto. G. fisicamente lembra muito Gokudera, com as principais distinções a cor do cabelo e uma tatuagem no lado direito do rosto. Por outro lado, é mais calmo e racional que Gokudera, e não idolatra Giotto da mesma maneira que Gokudera faz para Tsuna, aparentemente até repreendendo-o às vezes, e há um respeito mútuo muito grande entre os dois. Segundo Fon, G. também era um tanto impulsivo no passado. No seu teste de sucessão, G. não testa Gokudera de fato, e sim o elo de confiança entre ele e Tsuna. G. utilizava uma pistola como arma, porém, a pedidos de Giotto, utiliza um arco feito de ossos, que futuramente seria a base para a cambio forma da Vongola Box de Gokudera (G. Archery). 

### Asari Ugetsu
Guardião da chuva da primeira geração, Ugetsu lembra Yamamoto tanto fisicamente quanto na personalidade. Outra similaridade entre os dois é o fato de	 que possuíam dois talentos, e que em algum ponto da história tiveram de deixar um deles de lado para lutar pela família: Enquanto Yamamoto renunciou ao baseball (apesar de que apenas temporariamente) para se dedicar a espada e lutar ao lado de seus amigos, Ugetsu vendeu seus instrumentos musicais para comprar uma espada longa e três curtas, e passagens para a Itália, quando soube que a família estava com problemas. Esta combinação de armas forma um estilo único que leva o seu próprio nome, e que futuramente também seria utilizado por Yamamoto. Mostrou suas habilidades de espadachim durante o teste de sucessão (embora não planejasse ter de fazer isso) e demonstrou técnicas incríveis, porém, surpreende a todos dizendo que simplesmente as criou durante a luta. Além de ser conhecido como um espadachim sem igual na sua época, Ugetsu também demonstrou uma habilidade única: a de enrijecer chamas da chuva a ponto de se tornarem gelo. Seu relacionamento com G. é semelhante ao de Gokudera e Yamamoto.

### Lampow
Guardião Vongola do trovão na primeira geração, Lampo aparentemente tem origens na nobreza. É um tanto convencido, clamando ser "o grandioso guardião do trovão", mas é relatado como um covarde e mimado, que só lutava a pedidos de Giotto, pois segundo ele mesmo, "não consegue dizer não" ao líder Vongola. Em suma, lembra o Lambo adulto (de 15 anos), tanto na personalidade quanto nos aspectos físicos, apenas com a cor do cabelo verde e uma marca de um relâmpago abaixo do olho direito. Demonstra também certo desinteresse pelos negócios da família (ou simplesmente preguiça), apesar de ter orgulho em ser guardião, e só concorda em realizar o teste com Lambo a pedidos de Giotto. Ainda assim, realizou o mais simples dos testes, apenas para se livrar da tarefa, mas que acabou se tornando mais difícil e perigoso graças à intervenção de Verde. Suas habilidades, além do fato de utilizar um escudo (Lampo’s shield) para se defender, são desconhecidas.

### Knuckle
Guardião do Sol da primeira geração. Era um campeão de boxe muito forte, e que devido a isto, acidentalmente matou um adversário durante uma luta, e então decidiu se tornar um religioso e dedicar a sua vida a Deus. Porém, quando realmente necessário, Knuckle voltava a lutar a favor da família, e sempre se dava um prazo de três minutos para isso (o que coincide com uma das habilidades da Vongola Box de Ryohei). Seu teste de sucessão não foi anunciado, e acabou por surpreender a todos quando ele revela que Ryohei já havia sido aprovado. Segundo Lussuria, Knuckle era capaz de quebrar refletores durante as lutas, apenas com a pressão de seus socos. Utilizava um par de luvas e um protetor para cabeça com o emblema da família Vongola. Seu relacionamento com Alaude é semelhante ao de Ryohei e Hibari (ambos do futuro).

### Alaude
Liderava uma agência de inteligência secreta em um país não identificado, e também era o guardião da nuvem da família Vongola. Assim como os outros guardiões, Alaude lembra seu representante na décima geração, Hibari, fisicamente (apenas com o cabelo loiro) e na sua maneira de agir, embora seu relacionamento com a família seja mais similar a forma na qual Hibari do futuro (de 26 anos) interage com a Vongola, e também não aparenta ser tão violento quanto o mesmo (embora Knuckle alegue que ele possuía a mesma atitude quando mais jovem). Também diz não ter interesses na família em si, e só agia em favor da mesma quando seus interesses eram relacionados aos interesses da família. Apesar disso, demonstra certa disposição em cumprir suas responsabilidades como guardião. No seu teste, propõe que Hibari demonstre seu valor como guardião realizando algum ato em favor da família. Utilizava algemas (Alaude no Tejou) como arma. Ambos os nomes (Hibari do japonês e Alaude do francês) podem ser traduzidos para Calhandra, uma espécie de pássaro.

### Demon Spade
Ilusionista e guardião da névoa da primeira e também na segunda geração Vongola. Demon Spade de maneira alguma lembra Chrome, porém, sua “representação” na décima geração da família fica por conta de Mukuro, no qual diz ser um “indivíduo interessante”. Compartilha diversas similaridades físicas e psicológicas com Mukuro, inclusive pelo fato de ser um traidor em potencial. A grande diferença fica por conta dos seus objetivos: enquanto Mukuro deseja destruir a máfia, Demon Spade anseia tornar a família Vongola mais poderosa, não importando os meios para conseguir isso. Demonstra frustração com a décima geração, e decide desafiar Tsuna, Gokudera, Yamamoto, Lambo  e Ryohei, utilizando versões deles mesmos e de com próprias habilidades, procurando fazer com que os guardiões esqueçam suas crenças e seus escrúpulos para liderarem toda a máfia através do poder. Demon desiste de tentar convencer os guardiões, mas recusa a aprovar a sucessão até a manifestação de Mukuro, no qual cria certa simpatia, e decide então ceder a sucessão. Além de utilizar ilusões, também demonstrou ser capaz de controlar pessoas (assim como Mukuro) e possuí lentes denominadas Demon Spade's Evil Lens, na qual havia boatos de que aqueles que fossem olhados através delas seriam encontrados mortos, boiando no oceano no dia seguinte. Mesmo após ter traído a família, Giotto ainda o respeita e o considera um guardião, e Demon ainda carrega consigo o relógio de bolso que simboliza a amizade entre os guardiões. Na nova saga do mangá, ele toma a forma de  Katou Julie, um guardião da Família Shimon. Foi quem estava por trás do confronto entre os Vongolas e Shimon.